# Ký sự Amazon
Ký sự Amazon là một bộ phim ký sự dài tập với những khám phá thú vị về dòng sông Amazon - một trong những con sông vĩ đại và nổi tiếng nhất thế giới. Phim do Hãng phim Truyền hình Thành phố Hồ Chí Minh sản xuất và được phát sóng trên kênh HTV7.

## Nội dung
Ký sự Amazon là sự tiếp nối ký sự đường dài về sông Mê Kông theo cách nhìn của người Việt Nam. Cuộc khám phá sông Amazon của đoàn làm phim cũng sẽ trả lời câu hỏi sông Nil hay Amazon là con sông lớn nhất thế giới.
Ký sự Amazon với một không gian trải rộng qua 5 quốc gia: Brasil, Venezuela, Columbia, Peru, Bolivia. Nội dung của bộ phim là những hình ảnh, những câu chuyện mà đoàn làm phim đã ghi lại trong suốt dọc tuyến hành trình liên quan đến lịch sử, văn hóa, môi trường thiên nhiên của 5 quốc gia thuộc lưu vực sông Amazon.
Ký sự Amazon giới thiệu đến người xem một cái nhìn khái quát về con Sông Amazon trong quá khứ và ngày nay. Qua đó hiểu thêm về lịch sử, kinh tế, các nền văn hóa xã hội, di tích... của các dân tộc sống ở lưu vực Amazon. Ký sự cũng cung cấp những thông tin có chủ điểm đặc thù về cuộc sống đương đại của cư dân các nước sở tại, và cả cộng đồng người Việt sinh sống tại lục địa này.

## Thực hiện
Đoàn làm phim khởi hành vào ngày 19 tháng 6 năm 2007 và thực hiện chuyến đi trong 66 ngày.
Thời gian đầu, đoàn thực hiện khoảng 70 ký sự ngắn từ 8 đến 10 phút, gửi về Việt Nam qua internet và phát sóng mỗi ngày thứ hai, ba, tư, năm hằng tuần lúc 21 giờ trên kênh HTV7 từ ngày 2 tháng 7 năm 2007.
Sau đó, với những hình ảnh đã ghi được, đoàn sẽ tiếp tục thực hiện bộ phim tài liệu tên Ký sự Amazon dự kiến dài 40 tập, mỗi tập 20 phút. Phát biểu tại buổi lễ ra mắt, ông Huỳnh Văn Nam, tổng giám đốc Đài truyền hình Thành phố Hồ Chí Minh cho biết Ký sự Amazon có điểm khác biệt với hai phim tài liệu nổi tiếng Mê Kông ký sự và Ký sự Hỏa xa – Hành trình xuyên lục địa trước đây là hoàn toàn được xã hội hóa về kinh phí và đề cao tính tương tác với khán giả thông qua website nhật ký hành trình của đoàn.

## Danh sách phần phim
Gồm 4 phần và 71 tập phim:
- Phần 1: Phần trên lãnh thổ Brasil
  - Tập 1: Khởi hành
  - Tập 2: Khám phá Đập nước Itaipu
  - Tập 3: Chinh phục Thác Iguazu
  - Tập 4: Du lịch sinh thái Iguazu
  - Tập 5: Những giai điệu xanh
  - Tập 6: Từ Curitiba đi Morretes
  - Tập 7: Bảo tàng Indian ở Rio de Janeiro
  - Tập 8: Đêm phố cổ Parati
  - Tập 9: Parati xưa và nay
  - Tập 10: Những người bạn nhỏ
  - Tập 11: Chuyện ở Bom Jesus de Matosinhos
  - Tập 12: Tiradentes Quê hương nhà ái quốc
  - Tập 13: Con đường vàng Ouro Preto
  - Tập 14: Chợ nô lệ ở Salvador
  - Tập 15: Amazon về với biển
  - Tập 16: Ngược dòng Amazon
  - Tập 17: Thành phố Belém
  - Tập 18: Bảo tàng Amazon
- Phần 2: Phần trên lãnh thổ Brasil - Venezuela
  - Tập 19: Bình minh trên dòng Rio Negro
  - Tập 20: Khám phá Amazon
  - Tập 21: Thị trấn Novo Airão
  - Tập 22: Hương rừng miền nhiệt đới
  - Tập 23: Amazon hợp lưu
  - Tập 24: Chợ phiên Manaus
  - Tập 25: Manaus xưa và nay
  - Tập 26: Rio de Janeiro Thành phố kỳ quan
  - Tập 27: Thành phố trẻ Brasilia
  - Tập 28: Nhà Việt Nam ở Brasil
  - Tập 29: Vũ điệu Brasil
  - Tập 30: Đến Venezuela
  - Tập 31: Từ Ayacucho đi San Carlos
  - Tập 32: Ngược dòng Rio Negro
  - Tập 33: Làng El Niña
  - Tập 34: Bộ tộc Yanomami
  - Tập 35: Những người bạn Venezuela
  - Tập 36: Lên đỉnh Monserrate
- Phần 3: Phần trên lãnh thổ Colombia - Peru
  - Tập 37: Cao nguyên muối Zipaquirá
  - Tập 38: El Dorado Huyền thoại
  - Tập 39: Ngày đầu tiên ở Santa Marta
  - Tập 40: Qua núi Sierra Nevada
  - Tập 41: Làng Pueblito
  - Tập 42: Thành cổ Cartagena
  - Tập 43: Duyên dáng Cordillaera Occidental
  - Tập 44: Bogotá - Athens của Mỹ Latinh
  - Tập 45: Bí mật Lambayaque - Peru
  - Tập 46: Kim tự tháp Sipan
  - Tập 47: Moche, Chuyện ngày qua...
  - Tập 48: Kim tự tháp Mặt trời - Mặt trăng
  - Tập 49: Đường đến Andes
  - Tập 50: Andes Những điều bí ẩn
  - Tập 51: Đền cầu vồng La Libertad - Peru
  - Tập 52: Phế đô Chan Chan
  - Tập 53: Bên dòng Tambopata
  - Tập 54: Giấc mơ Tambopata
- Phần 4: Phần trên lãnh thổ Peru - Bolivia
  - Tập 55: Hồ Tres - Chimbadas
  - Tập 56: Kho báu Tambopata
  - Tập 57: Bình minh bên dòng Tambopata
  - Tập 58: Cusco thành phố thần thánh
  - Tập 59: Chiến lũy Sacsayhuamán
  - Tập 60: Câu chuyện đường tàu
  - Tập 61: Machu Picchu kỳ quan thế giới
  - Tập 62: Hành trình Puno - Peru
  - Tập 63: Titicaca nước mắt thần mặt trời
  - Tập 64: Đảo nổi
  - Tập 65: Đường đi lối về
  - Tập 66: Chợ gia súc Plaza De Ganado Juli
  - Tập 67: Miền viễn biên Titicaca - Bolivia
  - Tập 68: Thủ đô Lapaz
  - Tập 69: Vùng mỏ Potosi
  - Tập 70: Cố đô Sucre
  - Tập 71: Santa Cruz điểm cuối hành trình

## Đoàn làm phim
Nhóm làm phim HTV đã quyết định chọn thành phần đi Amazon tinh giản và toàn nam, gồm 5 người:
- Kịch bản và đạo diễn: Việt Bình
- Biên tập và dẫn chương trình: Cao Hoàng Khương
- Quay phim: Lê Huỳnh Lâm
- Dựng phim: Nhật Quang
- Hướng dẫn viên và phiên dịch: Võ Huy Cát